# Liste des Z 9600
Cette page est une annexe de l'article « Z 9600 ».

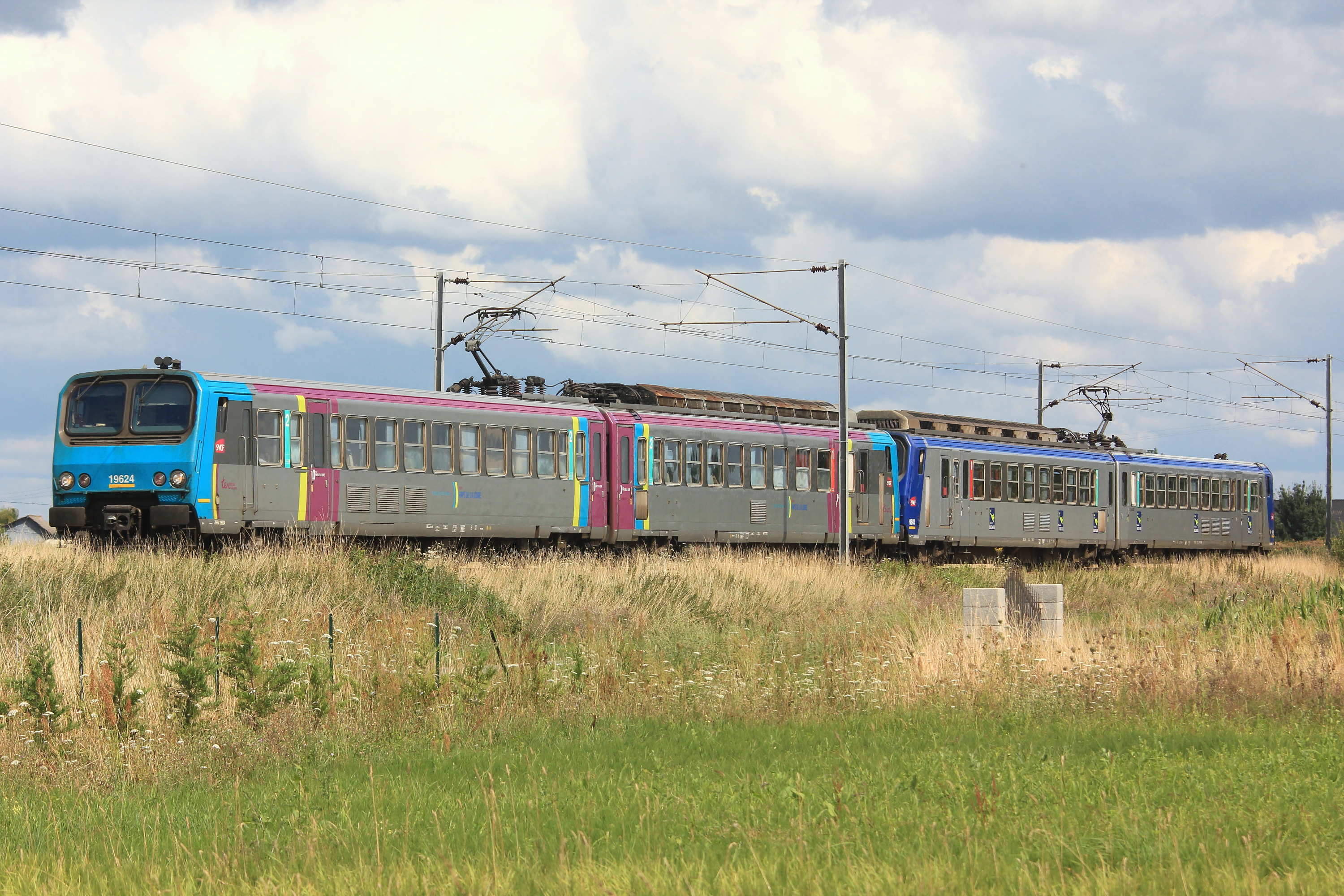
Z 9624 en livrée TER Pays de la Loire en tête et Z 9603 en livrée TER institutionnelle avec logos de la région Bretagne en queue, sur la ligne Saumur - Angers.

Cette liste recense les éléments du parc de Z 9600, matériel roulant de la Société nationale des chemins de fer français (SNCF).

## État du matériel
Le parc de 9 engins relève administrativement d'un supervisions techniques de flotte (STF) :
- Radiations des dernières Z 9600 au 2 janvier 2023

| Engin  | Mise en service   | Radiation         | Livrée               | STF | Baptême (date)                                             | Activité | Région propriétaire |
| ------ | ----------------- | ----------------- | -------------------- | --- | ---------------------------------------------------------- | -------- | ------------------- |
| Z 9601 | 5 janvier 1985    | 3 juin 2015       | TER Pays de la Loire |     |                                                            |          |                     |
| Z 9602 | 19 janvier 1985   | 30 octobre 2017   | TER                  |     |                                                            |          |                     |
| Z 9603 | 30 janvier 1985   | 4 mai 2015        | TER                  |     |                                                            |          |                     |
| Z 9604 | 24 février 1985   | 25 août 2016      | TER                  |     |                                                            |          |                     |
| Z 9605 | 3 mai 1985        | 25 août 2016      | TER                  |     | Sotteville-lès-Rouen (report du X 4919/4920)               |          |                     |
| Z 9606 | 13 mai 1985       | 15 février 2016   | TER                  |     |                                                            |          |                     |
| Z 9607 | 18 juin 1985      | 20 mai 2016       | TER                  |     |                                                            |          |                     |
| Z 9608 | 13 juillet 1985   | 19 mai 2016       | TER Pays de la Loire |     |                                                            |          |                     |
| Z 9609 | 17 juillet 1985   | 8 juin 2015       | TER Pays de la Loire |     |                                                            |          |                     |
| Z 9610 | 2 novembre 1985   | 10 novembre 2015  | TER Pays de la Loire |     |                                                            |          |                     |
| Z 9611 | 4 novembre 1985   | 19 août 2016      | TER Pays de la Loire |     |                                                            |          |                     |
| Z 9612 | 19 novembre 1985  | 11 février 2022   | Le train du Climat   |     |                                                            |          |                     |
| Z 9613 | 18 décembre 1985  | 2 septembre 2016  | TER Pays de la Loire |     |                                                            |          |                     |
| Z 9614 | 23 décembre 1985  | 2 janvier 2023    | TER                  |     |                                                            |          |                     |
| Z 9615 | 5 février 1986    | 2 janvier 2023    | TER                  | SRA |                                                            |          |                     |
| Z 9616 | 5 février 1986    | 17 décembre 2021  | TER                  |     |                                                            |          |                     |
| Z 9617 | 6 mars 1986       | 2 janvier 2023    | TER                  |     | Firminy (10 mai 1986)                                      |          |                     |
| Z 9618 | 28 mars 1986      | 1er octobre 2019  | TER                  |     |                                                            |          |                     |
| Z 9619 | 26 janvier 1985   | 12 octobre 2022   | TER                  |     |                                                            |          |                     |
| Z 9620 | 4 février 1985    | 2 janvier 2023    | TER                  |     | Rumilly (30 janvier 1993)                                  |          |                     |
| Z 9621 | 19 juin 1985      | 2 septembre 2016  | TER Pays de la Loire |     |                                                            |          |                     |
| Z 9622 | 30 mai 1985       | 5 juillet 2016    | TER Pays de la Loire |     |                                                            |          |                     |
| Z 9623 | 8 juin 1985       | 7 décembre 2015   | TER Pays de la Loire |     |                                                            |          |                     |
| Z 9624 | 9 juillet 1985    | 5 juillet 2016    | TER Pays de la Loire |     |                                                            |          |                     |
| Z 9625 | 27 juillet 1985   | 19 août 2016      | TER Pays de la Loire |     |                                                            |          |                     |
| Z 9626 | 30 juillet 1985   | 11 février 2022   | Le train du Climat   |     |                                                            |          |                     |
| Z 9627 | 2 août 1985       | 19 août 2016      | TER Pays de la Loire |     |                                                            |          |                     |
| Z 9628 | 1er novembre 1985 | 30 octobre 2017   | TER                  |     |                                                            |          |                     |
| Z 9629 | 26 novembre 1985  | 7 décembre 2015   | TER Pays de la Loire |     |                                                            |          |                     |
| Z 9630 | 2 janvier 1986    | 22 septembre 2016 | TER Pays de la Loire |     |                                                            |          |                     |
| Z 9631 | 7 mai 1986        | 7 janvier 2019    | TER                  |     |                                                            |          |                     |
| Z 9632 | 26 mai 1986       | 2 janvier 2023    | TER                  |     |                                                            |          |                     |
| Z 9633 | 13 juin 1986      | 2 janvier 2023    | TER Bourgogne        |     | Rives (4 mars 1989)                                        |          |                     |
| Z 9634 | 11 juillet 1986   | 2 janvier 2023    | TER                  |     |                                                            |          |                     |
| Z 9635 | 31 juillet 1986   | 2 janvier 2023    | TER                  |     | Chêne-Bourg / Chêne-Bougeries / Thônex (23 septembre 1989) |          |                     |
| Z 9636 | 29 septembre 1986 | 2 janvier 2023    | TER                  |     |                                                            |          |                     |

La Z 9615 a subi un accident, causant son déraillement, lors de la mission TER no 17519 (Annecy – Chambéry), sur la ligne de Culoz à Modane, le 9 septembre 2016 : il s'agit du heurt avec un poids lourd, à un passage à niveau sur la commune de Voglans, en Savoie,.